# Park Rapids
La ville américaine de Park Rapids est le siège du comté de Hubbard, dans l’État du Minnesota. Lors du recensement de 2010, elle comptait 3 709 habitants.

## Source
- (en) Cet article est partiellement ou en totalité issu de l’article de Wikipédia en anglais intitulé « Park Rapids, Minnesota » (voir la liste des auteurs).